# Genroku
Genroku (元禄) é o nome que recebe um período da história cultural do Japão, caracterizado pelo desenvolvimento da cultura popular. Transcorre entre os anos 1688 e 1703, dentro do chamado período Edo, correspondente ao início da Idade Moderna naquele país, e durante o Shogunato Tokugawa. Muitas vezes a cultura Genroku é referida por historiadores como "era Genroku".
O termo foi criado pelo imperador Higashiyama. A era foi dividida em 16 partes.

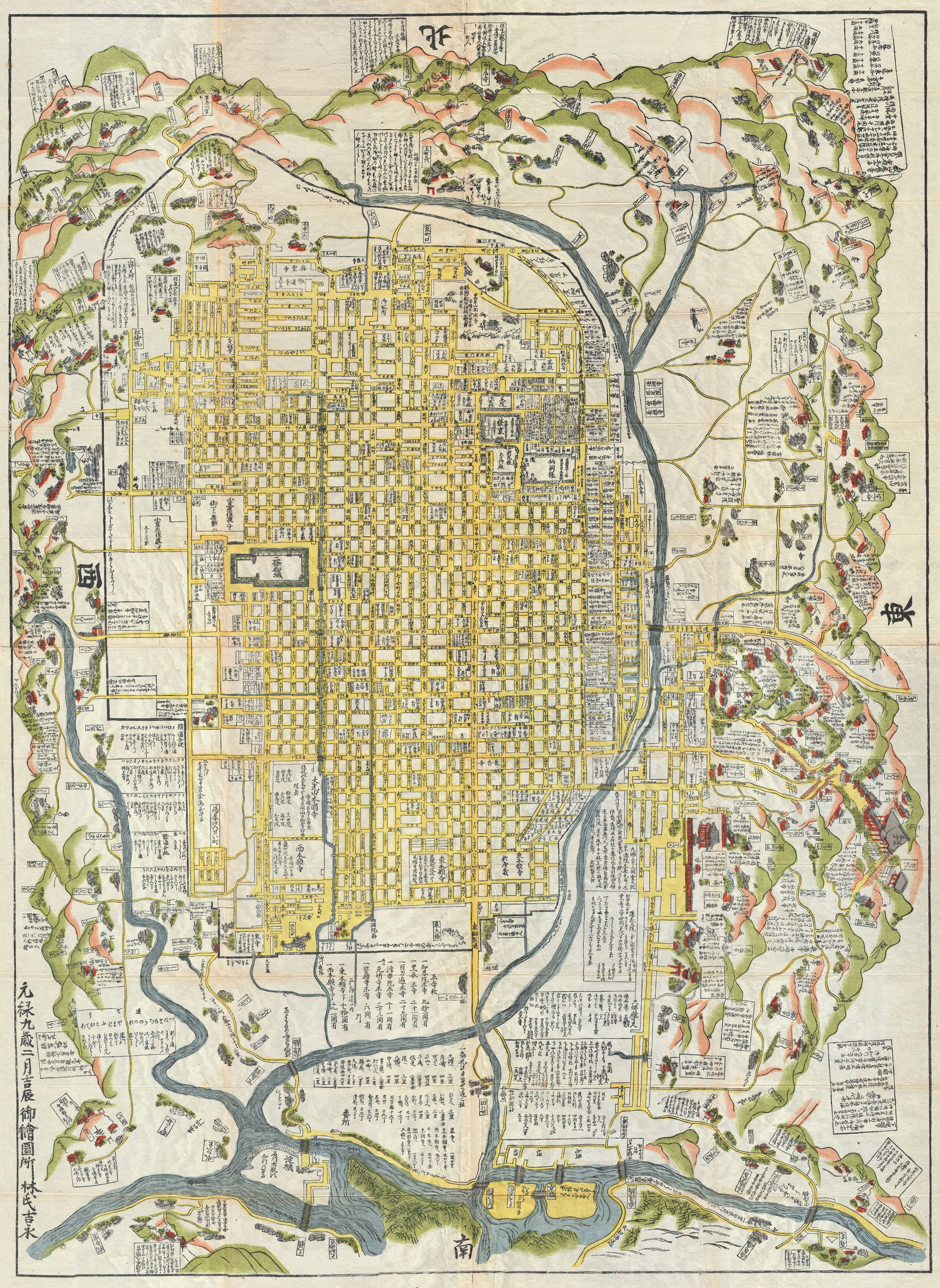
Mapa de Kyoto e nas imediações, por volta de 1696. Como a maioria dos primeiros mapas japoneses, este mapa não tem uma empresa de orientação direcional, e não todo o texto irradia a partir do centro.

## Arte
Havia muitos artistas notáveis no domínio da literatura, pintura, gravuras, música e dança. Também foi desenvolvida dentro das artes marciais a ideia de "mestre".

## Figuras importantes da eraGenroku
- Chikamatsu Monzaemon - dramaturgo jōruri
- Ichikawa Danjūrō I, Sakata Tōjūrō I, Yoshizawa Ayame I - atores kabuki
- Ihara Saikaku - novelista
- Arai Hakuseki - estudante de confucionismo
- O 47 ronin
- Ogata Korin e Ogata Kenzan - artistas da escola Rimpa
- Torii Kiyonobu, Hishikawa Moronobu, Miyagawa Chōshun - artistas ukiyo-e